# Campionati asiatici di ciclismo su strada - Cronometro a squadre miste
La Cronometro a squadre miste è uno degli eventi disputati durante i Campionati asiatici di ciclismo su strada. Fu corsa per la prima volta nel 2023.

## Albo d'oro
Aggiornato all'edizione 2023.
| Anno | Vincitore                                                                                          | Secondo | Terzo                                                                |
| ---- | -------------------------------------------------------------------------------------------------- | --- | -------------------------------------------------------------------- |
| 2023 | Marina Kuzmina Igor Chzhan Rinata Sultanova Yevgeniy Fedorov Makhabbat Umutzhanova Dmitriy Gruzdev | Evgeniya Golotina Dmitriy Bocharov Yanina Kuskova Aleksey Fomovskiy Olga Zabelinskaya Behzodbek Rakhimbaev | Jiajun Sun Jiankun Liu Tingting Wang Li Jun Bai Yuhang Cui Yikui Niu |

## Medagliere
| Pos.   | Nazione    | Oro | Argento | Bronzo | Totale |
| ------ | ---------- | --- | ------- | ------ | ------ |
| 1      | Kazakistan | 1   | 0       | 0      | 1      |
| 2      | Uzbekistan | 0   | 1       | 0      | 1      |
| 3      | Cina       | 0   | 0       | 1      | 1      |
| Totale | Totale     | 1   | 1       | 1      | 3      |